# Dorożki
Dorożki (białorus. Дарожкі) – wieś w Polsce położona w województwie podlaskim, w powiecie białostockim, w gminie Juchnowiec Kościelny.

## Historia
Wieś królewska w starostwie suraskim w ziemi bielskiej województwa podlaskiego w 1795 roku. 
Według Pierwszego Powszechnego Spisu Ludności z 1921 r. wieś Dorożki liczyła 217 mieszkańców (113 kobiet i 104 mężczyzn) zamieszkałych w 46 domach. Większość mieszkańców miejscowości zadeklarowała wówczas wyznanie prawosławne (193 osoby), pozostali podali wyznanie rzymskokatolickie (24 osoby). Jednocześnie większość mieszkańców miejscowości (w liczbie 165 osób) zadeklarowała białoruską przynależność narodową, pozostali zgłosili narodowość polską (52 osoby). W okresie międzywojennym Dorożki leżały w gminie Zawyki.
W latach 1954–1959 wieś należała i była siedzibą władz gromady Dorożki, po jej zniesieniu w gromadzie Bogdanki. W latach 1975–1998 miejscowość administracyjnie należała do województwa białostockiego.

## Inne
Prawosławni mieszkańcy Dorożek przynależą do parafii pw. Podwyższenia Krzyża Pańskiego w niedalekich Kożanach, a wierni kościoła rzymskokatolickiego należą do parafii Niepokalanego Poczęcia Najświętszej Maryi Panny w Tryczówce.
W obrębie wsi znajduje się Park Morza Lądy Oceany - park rozrywki promujący tematykę marynistyczną